# مرگ در پاگانیسم اسکاندیناوی

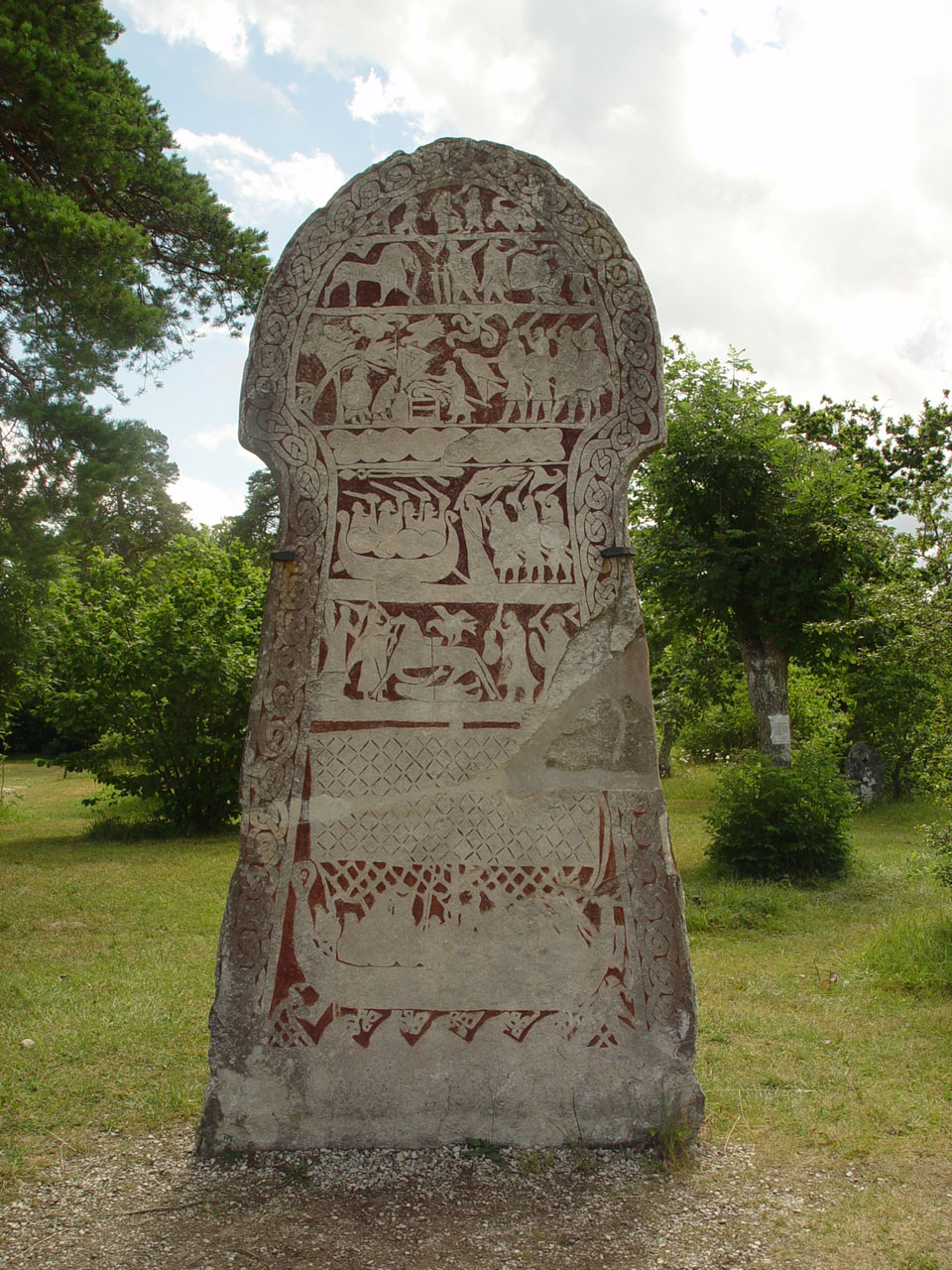
تصویر استون بانج

مرگ در پاگانیسم اسکاندیناوی (انگلیسی: Death in Norse paganism) با آداب و رسوم و باورهای متنوعی همراه بود که با زمان، مکان و گروه اجتماعی متفاوت بود و یک سیستم ساختاریافته و یکسان را تشکیل نمی‌داد. پس از تشییع جنازه، فرد می‌توانست به طیف وسیعی از زندگی‌های پس از مرگ برود، از جمله والهالا (قلمرویی توسط اودین برای نخبگان جنگجو که در جنگ می‌میرند)، هل‌هایم (قلمرویی برای کسانی که به دلایل طبیعی می‌میرند) و زندگی فیزیکی در منظره. این زندگی‌های پس از مرگ، مرزهای مبهمی را نشان می‌دهند و در کنار تعدادی از زندگی‌های پس از مرگ جزئی وجود دارند که ممکن است در پاگانیسم مهم بوده باشند. همچنین دیده می‌شد که مردگان می‌توانند حاصلخیزی زمین را به ارمغان آورند، اغلب در ازای نذری بسیاری از این باورها و اعمال پس از مسیحی شدن مردم ژرمن در باور عامیانه به شکل‌های تغییر یافته ادامه یافت.